# Whayne Wilson
Whayne Wilson Harris (ur. 7 września 1975 w Limón, zm. 18 maja 2005) – kostarykański piłkarz występujący na pozycji napastnika.

## Kariera klubowa
W trakcie kariery Wilson reprezentował barwy zespołów CS Herediano, CS Cartaginés, ponownie CS Herediano, Santos de Guápiles, AD Ramonense, ponownie CS Cartaginés oraz Brujas FC. 18 maja 2005 roku zginął w wypadku samochodowym.

## Kariera reprezentacyjna
W reprezentacji Kostaryki Wilson zadebiutował 15 lipca 2004 roku w wygranym 2:1 meczu fazy grupowej Copa América z Chile. Był to jednak jedyny występ Wilsona na tamtym turnieju, zakończonym przez Kostarykę na ćwierćfinale.
W tym samym roku znalazł się w drużynie na Letnie Igrzyska Olimpijskie, z których piłkarze Kostaryki odpadli w ćwierćfinale. 21 lutego 2005 roku w wygranym 2:1 pojedynku z Salwadorem strzelił pierwszego gola w kadrze.
W latach 2004–2005 w drużynie narodowej Wilson rozegrał łącznie 8 spotkań i zdobył 4 bramki.